# マリナ・カティッチ
マリナ・カティッチ（Marina Katić、女性、1983年10月1日 - ）は、クロアチアの元バレーボール選手。ポジションはセッター。元クロアチア代表。

## 来歴
1998年、クロアチアリーグのOK Kastelaでプロとしてのキャリアをスタートさせる。国内リーグで3度準優勝した。2001年、クロアチア代表に初選出される。同年の欧州選手権に出場し、代表デビューした。2002-03シーズンからイタリアセリエＡのペルージャで2シーズンプレーし、その後はフランス、スイス、ギリシャなどを渡り歩いて活躍していた。
2010年に日本で行われた世界選手権では正セッターを務めた。2011-12シーズンに所属していたイトゥサチ・バクーでは佐野優子とチームメイトであった。2013-14シーズンではポーランドのMKS Dąbrowa Górniczaでプレーし、国内リーグで優勝した。

## 球歴
- 世界選手権 - 2010年
- 欧州選手権 - 2001年、2005年、2009年

## 所属クラブ
- OK Kastela（1998-2002年）
- ペルージャ（2002-2004年）
- RC Villebon 91（2004-2005年）
- OK Kastela（2005-2006年）
- VBCチューリッヒ（2006-2007年）
- Volley 2002 Forlì（2007-2008年）
- Iraklis Salonique（2088-2009年）
- River Volley Piacenza（2009-2010年）
- Ereğli Belediye（2011年）
- イトゥサチ・バクー（2011-2012年）
- PTPSピワ（2012-2013年）
- MKS Dąbrowa Górnicza（2013-2014年）
- イモコ・コネリアーノ（2014-2015年）
- SC Potsdam（2015-2018年）